# CL-624
La CL-624 es una carretera autonómica de Castilla y León, que une Boñar con la N-601. Fue renovada y ensanchada a tramos entre los años 2002 y 2006.

## Recorrido
| Kilometraje | Nombre | Carretera que enlaza        |
| ----------- | --- | --------------------------- |
| 0           | Puente Villarente |                             |
| 0,5         | Urbanización El Condado |                             |
| 0,8         | Villacete - Sanfelismo | CV-162-4                    |
| 1           | Venta Los Ajos |                             |
| 2           | Paradilla de la Sobarriba - Villaseca de la Sobarriba - Valdefresno | CV-162-12                   |
| 5           | Santibáñez de Porma |                             |
| 6,8         | *Santa Olaja de Porma *Navafría - Villacil | CV-162-10 CV-162-13         |
| 8,3         | Secos del Condado | CV-162-17                   |
| 9,6         | Villafruela del Condado | CV-162-18                   |
| 10,5        | Moral del Condado (centro) | CV-162-18                   |
| 11          | Moral del Condado (Barrio Los Mesones) |                             |
| 11,9        | *San Cipriano del Condado - San Vicente del Condado *Represa del Condado - Villamayor del Condado - Villalboñe - Villacil - Valdefresno - Corbillos de la Sobarriba | CV-162-10                   |
| 14,4        | Villanueva del Condado (Barrio San Salvador) Villanueva del Condado | CV-162-19                   |
| 16,1        | Vegas del Condado | CV-130-11                   |
| 16,8        | *Vegas del Condado *Castro del Condado | CV-130-10                   |
| 18,8        | Devesa de Curueño (Talleres) Devesa de Curueño | CV-130-17                   |
| 18,9        | Santa María del Monte del Condado - Urbanización Montesol - Santovenia del Monte - Castrillino - Canaleja - Villanueva del Árbol - Urbanización Bruselas - Robledo de Torío - Villarrodrigo de las Regueras - Villamoros de las Regueras - Villaobispo de las Regueras - León                         | N-621 (Carretera Santander) |
| 19          | Barrio de Nuestra Señora |                             |
| 19,4        | *Devesa de Curueño *Barrillos de Curueño - Gallegos de Curueño - Santa Colomba de Curueño - La Mata de Curueño - Pardesivil - Sopeña de Curueño - La Candana de Curueño - La Vecilla | CV-130-11 CV-130-3          |
| 19,5        | Puente sobre el Río Curueño |                             |
| 19,9        | Ambasaguas |                             |
| 20,1        | Cerezales del Condado | CV-130-9                    |
| 27,5        | Lugán | CV-130-8                    |
| 30,4        | Candanedo de Boñar | CV-130-7                    |
| 33          | Vegaquemada | CV-130-6                    |
| 34,7        | Palazuelo de Boñar Llamera | CV-104-19                   |
| 34,8        | Puente sobre el Río Porma |                             |
| 35,4        | La Losilla - San Adrián - Las Bodas | CV-104-20                   |
| 37,2        | *Voznuevo - Grandoso - Llama - Colle - Sotillos - Olleros de Sabero - Saelices de Sabero - Sabero - Cistierna - Puente Almuhey - Guardo - Santibáñez de la Peña - Castrejón de la Peña - Cervera de Pisuerga La Mata de la Riba - Otero de Curueño - La Vecilla - La Robla - Carrocera - La Magdalena | CL-626 (Eje subcantábrico)  |
| 37,5        | La Vega de Boñar |                             |
| 38,8        | Boñar |                             |
|             | Continúa por: Voznuevo Adrados Cerecedo de Boñar - Valdecastillo - Embalse del Porma - Puebla de Lillo - Cofiñal - Puerto de Tarna | CL-626 CV-104-16 LE-331     |